# Горохов, Виктор Дмитриевич
 Ви́ктор Дми́триевич Горо́хов (5 ноября 1952, Омск, СССР) — советский и российский учёный, изобретатель, доктор технических наук, профессор, главный конструктор ракетных двигателей (в частности, первого в постсоветской истории серийного российского ракетного двигателя РД-0124, мирового рекордсмена по эффективности среди двигателей своего класса, и первого в мире ракетного двигателя с тарельчатым соплом РД-0126Э). Крупнейший современный специалист в области ЖРД. Заслуженный конструктор Российской Федерации.
Двигатели, спроектированные в КБХА под руководством Горохова, устанавливаются на всех современных российских ракетах-носителях — от новейших модификаций РН «Союз-2» до «Ангары» и РН «Сункар», а на носителе «Союз-2.1в» таких двигателей два: РД-0110Р на первой ступени и РД-0124 — на второй ступени. Автор кислородно-метанового проекта российской сверхтяжёлой ракеты-носителя — наиболее конкурентоспособного из всех предложенных для данного типа вариантов по сравнению с мировыми аналогами. Этот проект кардинально изменил космическую программу, повлиял на всю космическую отрасль.

## Биография
Виктор Дмитриевич Горохов родился 5 ноября 1952 года в Омске.
Детство и отроческие годы будущего главного конструктора прошли в Курской области.
Завершив обучение на факультете «Двигатели летательных аппаратов» Харьковского авиационного института (ХАИ), в 1976 году В. Д. Горохов получил диплом инженера. В этом же году начал трудовую деятельность в КБХА (ОКБ-154) в должности инженера-конструктора.
В 1982 году окончил математический факультет Воронежского государственного университета.
C 1998 году работал главным конструктором, с 2007 года — заместителем генерального конструктора по ЖРД в ОАО КБХА.
Участвовал в отработке двигателей по ракетно-космическим программам «Энергия-Буран», «Союз-2», «Ангара», «Русь-М», «Ястреб» и других.
Академик Российской академии космонавтики им. К. Э. Циолковского, академический советник Российской инженерной академии, академик Международной академии астронавтики, доктор технических наук (с 2008 года), профессор кафедры «Ракетные двигатели» Воронежского государственного технического университета, фактически с 2016 года В. Д. Горохов исполнял обязанности заведующего кафедрой «Ракетные двигатели». Включён в Совет РАН по космосу.
В 2011 году Горохов стал одним из главных героев документального фильма «Инженер-конструктор ракетных двигателей» из цикла «Инженеры-XXI», снятого при поддержке Минкомсвязи РФ.
В 2012 году В. Д. Горохов был награждён медалью ордена «За заслуги перед Отечеством» II степени за создание первого в России разработанного и запущенного в постсоветский период двигателя РД-0124.
С 2013 года Горохов вошёл в состав всех Государственных комиссий по запуску пилотируемых экспедиций на Международную космическую станцию, участвовал в запуске «олимпийского экипажа» долговременной экспедиции МКС-38 на корабле «Союз ТМА-11М» с факелом Зимних Олимпийских игр «Сочи-2014».
К 2015 году под руководством В. Д. Горохова в КБХА были сконструированы три из четырёх созданных в России и запущенных в составе ракет-носителей (РН) в постсоветский период новейших ракетных двигателя, которые использовались на РН «Союз-2.1б», «Союз-2.1в», «Ангара-1.2ПП», «Ангара-А5».
При формировании Госкомиссии по запускам с нового российского космодрома «Восточный» был включён в её состав от КБХА, входил в состав всех Госкомиссий по запускам новейших российских ракет-носителей («Союз-2», «Ангара» и др.).
В сложной экономической и кадровой ситуации 21 октября 2015 года совет директоров КБХА утвердил кандидатуру Горохова в качестве научно-технического руководителя предприятия.
После назначения на эту должность он фактически возглавил Воронежскую конструкторскую школу ракетного двигателестроения (ВРДКШ) со своей учебной базой по подготовке профильных специалистов в ЦЧГИУ, испытательным комплексом, производством и конструкторским бюро — самую сильную в России школу отрасли (с учётом гособоронзаказа), оставшуюся после Перестройки, провальных для отрасли 1990-х годов и бесчисленных неудачных реформ 2000-х вкупе с коррупционными скандалами. С самого начала Горохов взял на «ручной контроль» все вопросы, связанные с участием предприятия в запусках ракет-носителей по целому спектру программ. Не перекладывая ответственность на своих заместителей, он лично вылетал на космодромы во всех случаях, когда его присутствие требовалось для обеспечения безаварийных пусков РН, принимал участие в заседаниях Государственных комиссий и в совещаниях, посвящённых рассмотрению всех технически сложных вопросов ракетостроения, вникал в детали конструкций не столько в кабинетах, сколько в цехах, на сборочных и стартовых площадках, испытательных полигонах.
В связи с реорганизацией «Роскосмоса» и образованием двигательного холдинга, принудительным отстранением генерального директора КБХА от должности летом 2015 года и соответствующим расширением обязанностей и полномочий Горохова в СМИ появились сообщения подобного рода: «…практически не осталось специалистов с таким опытом и знаниями. Поэтому от эффективности Горохова на новой должности, как бы странно и пафосно это ни звучало, будут напрямую зависеть не только судьбы космонавтов и астронавтов, но и, с учётом участившихся нештатных ситуаций с запусками космических аппаратов, судьбы директоров конкретных предприятий, чиновников „Роскосмоса“ и даже вице-премьеров, а, памятуя о новых разработках ракетных двигателей, — и судьбы всей космонавтики. Но это только в том случае, если государственная политика в стране умышленно или из-за некомпетентности высших должностных лиц изначально не направлена на развал всей отрасли…».
Осознавая огромные проблемы в развитии отрасли в стране, Горохов сосредоточил своё внимание на технических задачах — вне сферы деятельности различных политических группировок России. Исходя из этого, весной 2017 года он дал своё согласие на включение его в состав объединённого авиационно-космического Совета Главных конструкторов при Военно-промышленной комиссии РФ.

Из репортажа к 65-летию Главного конструктора: 
"Менялись страны и политический ландшафт в них, общественные отношения и руководители государств,
 президенты, премьер-министры, главы космических ведомств, изменялись целые отрасли, формы собственности и названия предприятий и организаций, а Горохов создавал новые ракетные двигатели в течение уже более 40 лет, проектирует и будет продолжать конструировать ракетные двигатели, космическую и авиационную технику, технику оборонного и народно-хозяйственного назначения».
В ноябре 2019 года Горохов стал первым Главным конструктором в объединённой структуре КБХА и Воронежского механического завода (см. АО «Воронежский центр ракетного двигателестроения»); при этом КБ Горохова осталось единственным способным проектировать и создавать принципиально новые ЖРД в стране для целей как пилотируемой, так и непилотируемой космонавтики.
В 2021 году стал одним из главных героев передачи «Военная Приёмка» — Космические двигатели с рассказом о достижениях АО КБХА, где доступным языком объяснил принцип работы ракетных двигателей и обратил внимание, что будущее космических полётов за электроракетными двигателями.
14 апреля 2024 года В. Д. Горохов в честь Дня космонавтики стал приглашённым почётным гостем на футбольном матче Российской премьер-лиги «Факел» — «Ростов» .
Весной 2025 года Горохов остался единственным профессором и доктором наук среди всех руководящих специалистов ракетного двигателестроения России. 

## Вклад
Главный конструктор новейших российских ЖРД и других энергетических установок:
- РД-0110Р для ракеты-носителя «Союз-2.1в» (на базе РД-0110)
- РД-0124 для РН «Союз-2.1б», «Союз-2.1в», «Союз-СТ-Б» (первое лётное испытание двигателя состоялось в 2006 году, когда с Байконура на орбиту был выведен космический аппарат COROT)
- РД-0124А для второй ступени РН «Ангара»
- РД-0124Д
- РД-0124М
- РД-0124МС
- РД-0125
- РД-0126 для перспективных РН, с соплом Лаваля
- РД-0126Э для перспективных РН, с тарельчатым соплом
- РД-0146Д
- РД-0150
- РД-0154
- РД-0158
- РД-0162[18]
- РД-0162М
- РД-0164
- РД-0169 — наиболее перспективного российского метанового ЖРД
- РД-0177
- ВЧИД — высокочастотного ионного двигателя

Выдвинутые В. Д. Гороховым концепции заложили основу в проектировании и ряда других энергетических установок, агрегатов и двигателей.
Автор целого ряда инноваций, многочисленных статей, методических разработок, книг. Включён в качестве соавтора в многочисленные патенты на изобретения (в частности, по самому мощному отечественному однокамерному кислородно-водородному ЖРД — РД-0120), обладатель патентов на изобретения в странах Евросоюза, Японии, США. Является научным руководителем десятков специалистов-дипломников и кандидатов наук.
Главный конструктор В. Д. Горохов стал организатором ряда совместных научных и исследовательских проектов с множеством НИИ, исследовательскими центрами, вузами, КБ. Является председателем ряда научных комиссий и комиссий в сфере образования.
С октября 2015 года все технические разработки КБХА ведутся под непосредственным руководством В. Д. Горохова.

## Награды
- Медаль ордена «За заслуги перед Отечеством» II степени[21][22]
- Почётное звание «Заслуженный конструктор РФ»
- Премия Правительства РФ имени Ю. А. Гагарина в области космической деятельности за разработку, испытания и эксплуатацию ракеты-носителя «Союз-2», 2016 год[23]; Горохов стал 84-м лауреатом этой премии (знак № 084) и первым из Воронежской области
- Звание «Ветеран труда»
- Знак «За обеспечение космических стартов» (Федеральное космическое агентство)
- Лауреат Национальной премии «Золотая идея» за 2014 год: 1-я премия в номинации «За личный вклад, инициативу и усердие в решении задач военно-технического сотрудничества»[24]; вручена с формулировкой: «за личный вклад в создание высокоэкономичных ракетных двигателей 14Д23 и 14Д24 для ракет-носителей „Союз-2.1б“, „Союз-2.1в“ и двигателя РД-0124А для ракет-носителей семейства „Ангара“ в интересах обороноспособности России и иностранных заказчиков»[25]
- Почётный знак правительства Воронежской области «Благодарность от земли Воронежской» (2017 год)
- Лауреат премии Правительства Воронежской области (Администрации Воронежской области) за достижения в сфере науки и образования, 2004 год[26][27]
- Высшая награда Федерации космонавтики России — орден К. Э. Циолковского
- Медаль «За заслуги» и другие медали Федерации космонавтики России
- Золотая медаль № 177 имени академика В. Ф. Уткина (2013 г.)[28][29] (среди награждённых — директор Европейского космического агентства Жан-Жак Дорден, Томас Пэттен Стаффорд, Виктор Петрович Савиных и другие)
- Награды, в том числе медали и ордена, различных министерств, ведомств, организаций, учреждений, подразделений